# فرايز إلياس ماغنوس
فرايز الياس ماغنوس (بالسويدية: Elias Fries)‏ (و. 1794 – 1878 م) هو عالم نبات، وسرخسياتي، وعالم نباتات لاوعائية، وأستاذ جامعي، وعالم اقتصاد، واخصائي فطريات من السويد . ولد في محافظة يونشوبينغ .
وهو عضو في الجمعية الملكية، والأكاديمية الأمريكية للفنون والعلوم، والأكاديمية المكلية السويدية للرسائل والتاريخ والأثار، والأكاديمية الروسية للعلوم، والأكاديمية السويدية، والأكاديمية الملكية السويدية للعلوم، وأكاديمية سانت بطرسبرغ للعلوم، والأكاديمية الألمانية للعلوم ليوبولدينا، والأكاديمية البروسية للعلوم .
توفي في أوبسالا .

## التعليم
تعلم في جامعة لوند

## مناصب وهيئات
أدار جامعة أوبسالا.

## روابط خارجية
- فرايز الياس ماغنوس على موقع الموسوعة البريطانية (الإنجليزية)